# Alto Taquari
Alto Taquari là một đô thị thuộc bang Mato Grosso, Brasil. Đô thị này có diện tích 1394,76 km², dân số năm 2007 là 6118 người, mật độ 4,39 người/km².